# Radiochemie
De radiochemie is een deelgebied van de scheikunde dat zich bezighoudt met de chemie van radio-actieve isotopen (radionucliden). Een pionier op dit deelgebied was Marie Curie.

## Labels
Speciaal doel kan daarbij zijn het 'merken' (labelen) van chemische verbindingen zodat ze aan de hand van de ioniserende straling die ze uitzenden kunnen worden gevolgd of teruggevonden.

## Medische toepassingen
Een medische toepassing van de radiochemie bestaat in het maken van verbindingen die zich in het lichaam in een bepaald orgaan of weefsel ophopen. Dit kan twee redenen hebben:
- Diagnostisch, het maken van een beeld van het doelorgaan/weefsel of afwijking bijvoorbeeld met een isotopenscan, SPECT-scan of PET-scan
- Therapeutisch, het bestralen van een afwijking of het doelorgaan van binnenuit ter genezing

Voor de diagnostiek wordt vaak gebruikgemaakt van met 99mTc (technetium-99m) gemerkte geneesmiddelen. Het technetium wordt gebruikt in de vorm van natriumpertechnetaat (NaTcO4). Er bestaat een scala aan geneesmiddelen dat zich relatief eenvoudig met 99mTc laat labelen.

## Eisen
Het werken met radionucliden stelt een aantal extra eisen aan de chemie en de mensen die ermee werken:
- De verbindingen die via injectie worden toegediend dienen steriel te zijn. Er dient hygiënisch te worden gewerkt om microbiële besmetting van het te injecteren preparaat te voorkomen.
- De verbindingen waarmee wordt gewerkt zijn radio-actief. Er moet dus bijzonder hygiënisch worden gewerkt om besmetting van de mensen die met de stoffen werken te voorkomen
- De mensen die met radionucliden werken dienen een stralingsveiligheidscursus met goed gevolg te hebben afgerond
- De radionucliden hebben vaak een korte halveringstijd: er kunnen dus geen reacties worden gebruikt die lang duren, of waar langdurige zuiveringsstappen nodig zijn

Bovendien moeten de synthesen vaak worden uitgevoerd vlak bij de plaats waar de radionucliden worden gemaakt (vaak bij een kernreactor zoals die van Petten, of een deeltjesversneller, bijvoorbeeld een cyclotron) en liefst ook in de buurt van waar ze gebruikt zullen worden (het ziekenhuis).
- Bibliothèque nationale de France: cb119783331 (data)
- Gemeinsame Normdatei: 4138529-9
- Library of Congress Control Number: sh85110675
- Nationale Bibliotheek van Letland: 000176390
- Bibliotheek van het Japanse parlement: 00563510
- Nationale Bibliotheek van Tsjechië: ph116010
- Nationale Bibliotheek van Israël: 987007558198905171